# Knottnerus

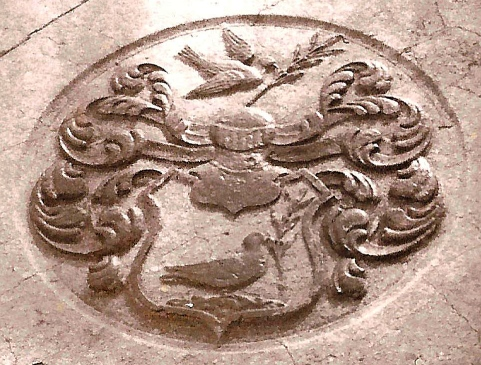
Wapen familie Knottnerus op verwijderde grafzerk te Oostwold (Oldambt), 1905

Knottnerus, ook wel Knotnerus, is een Nederlandse en Duitse familie waarvan de voorouders tijdens de Dertigjarige Oorlog uit de Opper-Palts via Neurenberg naar Nederland zijn gevlucht. De beide Nederlandse takken van de familie zijn opgenomen in Nederland's Patriciaat.

## Herkomst
Stamvader Johann Knöttner of Knöttnerus stamde uit Eger in het Duitstalige deel van Bohemen en trad na zijn theologiestudie in dienst van de keurvorst van de Palts. Zijn zoon Johann Michael Knöttnerus (1617-1684) arriveerde in 1637 als theologiestudent in Groningen en werd later hervormd predikant te Greetsiel (Oost-Friesland). Van hem stamt de huidige familie Knottnerus af. Zijn broer Johann Caspar (1610-1665) was lakenverver te Den Haag en een bekend alchemist, van wie beweerd werd dat hij de kunst om goud te maken had ontdekt. Een derde broer Georg Friedrich was militair en vestigde zich in Leer. 
De familie Knottnerus leverde gedurende vier eeuwen ruim dertig hervormde predikanten, die grotendeels tot de orthodox-protestantse, later confessionele vleugel van de Nederlandse Hervormde Kerk behoorden. Elf opeenvolgende generaties bekleedden dit ambt.
De naam Knöttner komt nog voor in Zuid-Duitsland, varianten ook elders in Midden-Europa, maar verwantschap is niet aangetoond.

## Meerdere takken
Men maakt wel onderscheid tussen de Friese tak, waartoe de meeste predikanten behoorden, en de Groninger of Oldambtster tak, die tot het midden van de twintigste eeuw vooral uit landbouwers bestond. De Friese tak betreft de nakomelingen van ds. Adolph Meinhard Knottnerus (1804-1869) te Midlum. De Oldambtster tak stamt af van de domineesdochter Diewertien Knottnerus (1702-1781) te Finsterwolde. Haar nakomelingen woonden in de negentiende eeuw vooral in Oostwold (Oldambt). Ook hier was de religieuze betrokkenheid groot. 
Een nakomeling in vrouwelijke lijn kreeg in 1930 toestemming zich Knotnerus Bruins te noemen. Een van de beide Duitse takken betreft de familie Knottnerus-Meyer, afstammend van een predikantenechtpaar in Oost-Friesland. Tussen 1853 en 1960 heeft een aantal nakomelingen - vooral uit de Groningse en Duitse takken van de familie Knottnerus - zich in de Verenigde Staten en Canada gevestigd.
De verschillende takken van de familie telden in 2012 ongeveer 340 leden, waarvan 220 in Nederland, 24 in Duitsland, 5 elders in Europa en ongeveer 90 in de Verenigde Staten en Canada. Daarvan droegen 287 de naam Knottnerus, 36 Knotnerus, 14 Knottnerus-Meyer en 3 Knotnerus Bruins. De enige erkende draagster van de dubbele achternaam Boer Knottnerus stierf in 1978.

## Wapen
In blauw een omgewende zilveren duif, een zilveren olijftakje in de snavel en geplaatst op een heuveltje van natuurlijke kleur. Helm gekroond. Helmteken: een opvliegende zilveren duif, boven het heuveltje, met het olijftakje in de snavel. 
Sinds de jaren 1970 is tevens een heraldisch gecorrigeerde versie in omloop, met een niet-omgewende duif, en als helmteken een (staande) duif.
Wapenspreuk: Consumor aliis serviendo (ik word verteerd door anderen te dienen).
Wapen en wapenspreuk zijn overgeleverd op een grafzerk uit 1684 en raakten rond 1900 opnieuw in zwang.
Wapen, wapenspreuk en helmteken bevatten mogelijk een alchemistische symboliek. De duif op de rotspunt staat dan voor de naam Knöttner ("bewoner van een rotspunt"); de opvliegende duif voor diens vermogen de materie te kunnen overstijgen en zichzelf te transformeren. De alchemie speelde in de mijjnbouweconomie van de Opper-Palts en in het esoterisch-calvinistische  wereldbeeld van de kringen rond keurvorst Frederik V (de "Winterkoning") een belangrijke rol.

## Bekende familieleden
- André Knottnerus (1951), oud-hoogleraar Maastricht en regeringsadviseur
- Cees Knottnerus (1912-1991), oud-voorzitter Landbouwschap en KNLC
- David Knottnerus (1946), oud-hoogleraar sociologie Oklahoma State University
- Hermann Knottnerus-Meyer [de] (1875-1945), kunstschilder en auteur
- Ivo Gaukes Knottnerus (1840-1917), predikant te Den Haag
- Jan Boer Knottnerus (1864-1904), predikant en vertaler te Vriezenveen
- Johann Caspar Knöttner(us) (1610-1665), lakenverver en alchemist te Den Haag
- Otto Samuel Knottnerus (1860-1948), industrieel en directeur van OGEM
- Sieto Robert Knottnerus (1913-1984), burgemeester Stadskanaal en Eerste Kamerlid
- Theodor Knottnerus-Meyer [it] (1876-1936), zoöloog